# 雷干城
雷干城（英語：Steven Gwon Sheng Louie, 1949年3月26日—）是一位美国华人物理学家，主要研究纳米技术。

## 生平
1949年出生于广东台山，1955年随父母到香港，就读圣三一堂小学，1960年移民美国，在旧金山华埠成长。1972年获得加州大学伯克利分校数学和物理双学位学士，1976年获得加州大学伯克利分校博士学位。先后任职于IBM、贝尔实验室和宾夕法尼亚大学。1980年返回母校加州大学伯克利分校担任助教授，1984年升任教授。1993年担任劳伦斯伯克利国家实验室材料科学家。

## 荣誉
- 1986年被选为美国物理学会会士
- 2005年被选为美国国家科学院院士
- 2008年被选为中央研究院数理科学组院士
- 2009年被选为美国文理科学院院士
- 2021年被选为中国科学院外籍院士